# Anthony Horowitz
Anthony Horowitz (Stanmore, Anglia, 1956. április 5. –) angol író, forgatókönyvíró. 

## Életpályája
Zsidó családban született. Nyolcévesen egy számára szörnyű élményekkel teli bentlakásos iskolába került. Rossz emlékei máig is élnek. Most Észak-Londonban él feleségével, Jill Greennel. 1988. április 15-én házasodtak össze Hongkongban. Felesége az angol detektív tévéműsor, a Foyle's War producere. A sorozat Horowitz történetén alapszik. Sikeres műveivel eltartja a családot, akik ötletekkel, kutatómunkával segítenek neki.
Gyermekkora óta író szeretett volna lenni. 23 évesen megírta első könyvét: Enter Frederick K Bower. Egy évvel később folytatása is megjelent: The Sinister Secret of Frederick K Bower. Az első nagyobb sikert elérő műve, A Sólyom gyémántja (1986) tévéképernyőre is került 1989-ben, a sorozat folytatásai: Kettes számú közellenség, Titkos szolgálat, Homályos nyomok.
2000-ben kezdte el az Alex Rider sorozatot, amiben egy 14 éves fiú az angol titkosszolgálat (MI6) legfiatalabb, de annál sikeresebb kémje lesz. A tíz kötetre tervezett mű részeit lásd a könyvei között.
2005 augusztusában a Hollókapu c. regényével elindította Az Ötök ereje könyvsorozatot, ezt követte az Égi háború c. második rész, utána pedig a "Leszáll az éj" c. harmadik rész. A negyedik része a sorozatnak magyarul még nem jelent meg, angol címe "Necropolis".

## Művei

### Könyvei
- Alex Rider sorozat
  - Az első bevetés (Stormbreaker)
  - Veszélyes iskola (Point Blanc)
  - Mély vízben (Skeleton Key)
  - A sas lecsap (Eagle Strike)
  - Láthatatlan kard (Scorpia)
  - Harmadik erő (Ark Angel)
  - Kígyófej (Snakehead)
  - Krokodilkönnyek (Crocodile Tears)
  - Az utolsó bevetés (Scorpia Rising)
  - Orosz rulett (Russian roulette)
  - Az első bevetés – Képregénykönyv (Stormbreaker)
  - Veszélyes iskola – Képregénykönyv (Point Blanc)
  - Mély vízben – Képregénykönyv (Skeleton Key)
  - Alex Rider: The Gadgets – magyarul nem jelent még meg, az első hat kötetből Alex kütyüit mutatja be részletesen
  - Alex Rider: The Mission Files
  - Alex Rider: Secret Weapon – Kisregény gyűjtemény, magyarul nem jelent még meg
  - Never Say Die – magyarul nem jelent még meg
  - Nightshade – magyarul nem jelent még meg
  - Honlap: www.alexrider.com
- Diamond testvérek
  - A Sólyom gyémántja
  - Kettes számú közellenség
  - Titkos szolgálat
  - Homályos nyomok – A Diamond testvérek három története egy kötetben
  - The Greek Who Stole Christmas (még nincs magyarul)
- Az Ötök ereje (The Power of Five)
  - Hollókapu
  - Égi háború
  - Leszáll az éj (megjelent 2011)
  - Necropolis (magyar nyelven még nem elérhető)
  - Oblivion ( magyar nyelven még nem elérhető)
- Sherlock Holmes- A selyemház titka[7]
- The Killing Joke (Making jokes is no laughing matter…)
- Grooshan Grange
- Return to the Groosham Grange

### Filmjei
- Tell Vilmos kalandjai (1986)
- A Gyémánt fivérek (1988)
- Poirot (1989)
- Anna Lee (1994)
- Poirot: Az ijedt szemű lány (1995)
- Poirot: A kisegér mindent lát (1995)
- Poirot: A halott ember tükre(1989)
- Poirot: Lord Edgware halála (2000)
- Kisvárosi gyilkosságok (A Midsomer gyilkosságok) (1997)
- Gyilkos ösztön (2001)
- Gonosz falu (2002)
- Foyle's War (2002)
- 001 – Az első bevetés (2006)

## Magyarul
- A Sólyom gyémántja; ford. Tóth Tamás Boldizsár; Animus, Bp., 2002 (Tini krimik)
- Titkos szolgálat; ford. Tóth Tamás Boldizsár; Animus, Bp., 2003 (Tini krimik)
- Kettes számú közellenség; ford. Tóth Tamás Boldizsár; Animus, Bp., 2003 (Tini krimik)
- Veszélyes iskola; ford. Pék Zoltán; Animus, Bp., 2004 (Tini krimik)
- Az első bevetés; ford. Tóth Tamás Boldizsár; Animus, Bp., 2004 (Tini krimik)
- A sas lecsap; ford. Pék Zoltán; Animus, Bp., 2005 (Tini krimik)
- Homályos nyomok; ford. Pék Zoltán; Animus, Bp., 2005 (Tini krimik)
- Mély vízben; ford. Pék Zoltán; Animus, Bp., 2005 (Tini krimik)
- Hollókapu; ford. Pék Zoltán; Animus, Bp., 2006 (Tini krimik)
- Harmadik Erő; ford. Pék Zoltán; Animus, Bp., 2006 (Tini krimik)
- Láthatatlan kard; ford. Pék Zoltán; Animus, Bp., 2006 (Tini krimik)
- Kígyófej; ford. Pék Zoltán; Animus, Bp., 2007 (Tini krimik)
- Égi háború; ford. Pék Zoltán; Animus, Bp., 2007 (Tini krimik)
- Krokodilkönnyek; ford. Tóth Tamás Boldizsár; Animus, Bp., 2010 (Tini krimik)
- Az utolsó bevetés; ford. Torma Péter; Animus, Bp., 2011 (Tini krimik)
- Leszáll az éj; ford. Pék Zoltán; Animus, Bp., 2011 (Tini krimik)
- A selyemház titka; ford. Tóth Tamás Boldizsár; Animus, Bp., 2012
- Orosz rulett; ford. Pék Zoltán; Animus, Bp., 2014
- A selyemház titka; ford. Révbíró Tamás; in: Az ártatlan; Reader's Digest, Bp., 2014 (Reader's Digest válogatott könyvek)
- Moriarty; ford. Révbíró Tamás; Tarsago, Bp., 2015 (Reader's Digest válogatott könyvek)
- Örökké meg egy nap; ford. Őri Péter; Tarsago, Bp., 2020 (Reader's Digest válogatott könyvek)

## Fordítás
- Ez a szócikk részben vagy egészben  az   Anthony Horowitz című angol Wikipédia-szócikk ezen változatának fordításán alapul.  Az eredeti cikk szerkesztőit annak laptörténete sorolja fel. Ez a jelzés csupán a megfogalmazás eredetét és a szerzői jogokat jelzi, nem szolgál a cikkben szereplő információk forrásmegjelöléseként.